# فيريرياس
بلدية فيريرياس (بالإسبانية: Ferrerías) هي بلدية تقع في منطقة جزر البليار شرق إسبانيا.

## الديموغرافيا
بلغ عدد سكان بلدية فيريرياس 4.717 نسمة عام 2011 (وفقاً للمعهد الوطني للإحصاء الإسباني).
| 3.828 | 3.981 | 4.262 | 4.416 | 4.563 | 4.669 | 4.717 |